# 諾思科特 (明尼蘇達州)
諾思科特（英語：Northcote，/ˈnɔːrθkoʊt/ NORTH-koht）是位於美國明尼蘇達州基特遜縣漢普登鎮區的一個非建制地區。

## 地理
諾思科特所處的海拔為高於海平面245米（即804英呎），而該地所採用的時區為UTC-6，即北美中部時區（CST）。同時該地設有夏令時間，為UTC-6調快一小時，即UTC-5（CDT）。